# 10-Tage-Krieg
10-Tage-Krieg – Kroatienkrieg – Bosnienkrieg – Kosovokrieg
Der 10-Tage-Krieg (auch Slowenienkrieg; Slowenischer Unabhängigkeitskrieg) war ein vom 26. Juni bis zum 7. Juli 1991 andauernder militärischer Konflikt zwischen der Jugoslawischen Volksarmee und der slowenischen Territorialverteidigung in Jugoslawien infolge der Unabhängigkeitserklärung Sloweniens vom 25. Juni 1991. Der Krieg wurde durch Unterzeichnung des Brioni-Abkommens beendet. Er gilt als Beginn der kriegerischen Auseinandersetzungen im ehemaligen Jugoslawien.

## Der Konflikt
Nachdem die kommunistischen slowenischen Abgeordneten im Frühjahr 1989 das Nationalparlament Jugoslawiens aus Protest endgültig verlassen hatten, wurden im September 1989 die ersten demokratischen Wahlen in Slowenien eingeleitet. Die bis dahin allein regierende slowenische kommunistische Partei stimmte den Wahlen im November 1989 zu, obwohl die Belgrader Parteizentrale auf ein Verbot drängte. Im April 1990 wurden daher trotz massiver Drohungen Belgrads die ersten freien Parlaments- sowie Präsidentschaftswahlen durchgeführt. Die neue, demokratisch legitimierte Regierung Sloweniens versuchte daraufhin, sich mit der jugoslawischen Staatsführung auf eine Art konföderative Staatsstruktur zu einigen, jedoch scheiterte dies. Die slowenische Regierung und der slowenische Präsident Milan Kučan sowie die katholische Kirche begannen im Juli 1990 mit der Aufarbeitung der Kriegsverbrechen des Zweiten Weltkriegs im Kočevski Rog, um einen unbelasteten Neuanfang Sloweniens zu beginnen, mit weitgehender Zustimmung der Bevölkerung.
Am 23. Dezember 1990 fand ein Referendum über die Unabhängigkeit Sloweniens statt. Mit einem Ergebnis von 88,2 % stimmten die Slowenen für die Eigenstaatlichkeit. Im Frühjahr 1991 versuchte die slowenische Regierung zum letzten Mal einen Konsens in Form einer Konföderation Sloweniens mit der jugoslawischen Staatsführung zu finden, auch dieser Versuch scheiterte.
Am 25. Juni 1991 lösten sich Slowenien und Kroatien aus dem Staatsverband Jugoslawien und erklärten ihre Unabhängigkeit. Die slowenische Polizei und die Streitkräfte der slowenischen Territorialverteidigung Teritorialna Obramba (TO) übernahmen unmittelbar danach die Kontrolle an den Grenzübergängen zu Italien, Österreich und Ungarn und die Sicherung der Luftkontrolle auf den slowenischen Flughäfen. Der jugoslawische Ministerpräsident Ante Marković ermächtigte daraufhin die Jugoslawische Volksarmee (JNA), „die Staatsgrenzen zu schützen, sowohl an Grenzübergängen als auch in Regionen, die im Grenzgebiet liegen“.
Die Kämpfe begannen am 27. Juni. Es kam zu mehreren Gefechten zwischen slowenischen Polizisten und der slowenischen Territorialverteidigung einerseits und der jugoslawischen Volksarmee andererseits. Besonders an internationalen Grenzübergängen, wie z. B. Spielfeld, wurde während der kriegerischen Handlungen häufig eine Gefahr darin gesehen, dass Österreich in diese bewaffneten Auseinandersetzungen mit hineingezogen werden könnte. Aus diesem Grund verlegte das Österreichische Bundesheer Truppen an die Grenze zu Slowenien. An Grenzübergängen in der Nähe von Kasernen gab es heftige Kämpfe, hohe Schäden und einige Todesopfer.
Viele Panzereinheiten der jugoslawischen Volksarmee erreichten nie ihre Ziele im Norden Sloweniens, da die slowenische Territorialverteidigung nach monatelanger Vorbereitung in der Lage war, sich mit Panzersperren an den wichtigen Verkehrspunkten erfolgreich zur Wehr zu setzen. Da das nördliche Slowenien alpines Gebiet ist, konnte die gut gerüstete Jugoslawische Volksarmee nicht mit Luftschlägen kontern. Dennoch verirrten sich jugoslawische MIGs bis weit in den österreichischen Luftraum (Graz).
Zugleich wurden in Kroatien (das gerade selbst nach staatlicher Unabhängigkeit strebte) viele Kasernen blockiert und sabotiert. Kroaten und Bosnier in der jugoslawischen Volksarmee ergaben sich sofort der slowenischen Territorialverteidigung, da sie nicht für Jugoslawien kämpfen wollten. Innerhalb weniger Tage ergaben sich etwa 3800 Soldaten der jugoslawischen Volksarmee der slowenischen TO. Laut offiziellen Angaben nahm die slowenische Territorialverteidigung 4693 Angehörige der JNA und 252 Bundespolizisten gefangen.
Nach zehn Tagen wurde ein Waffenstillstand vereinbart. Daher spricht man bis heute vom 10-Tage-Krieg.
Im Oktober 1991 verließ der letzte jugoslawische Soldat slowenischen Boden.

## Die Streitkräfte
Bei dem Konflikt standen etwa 30.000 (Angaben des Stabes) bis 35.200 (Angaben der NATO) Mann der Jugoslawischen Volksarmee rund 26.000 (Angaben der NATO) bis 30.000 (Angaben des Generalstabes der slowenischen TO) der slowenischen Territorialverteidigung gegenüber. Diese wurden vom neuen Staat Slowenien hauptsächlich aus Verbänden der früheren jugoslawischen Territorialverteidigung Sloweniens und der Polizei rekrutiert. Allerdings sind die Zahlen der JNA kritisch zu bewerten, da unterschiedliche Angaben des Stabes der JNA und verschiedene Pressemitteilungen aus dieser Zeit vorliegen. Auch aufgrund vieler Fahnenflüchtiger, Überläufer zur slowenischen Territorialverteidigung und blockierter Einheiten in den Kasernen und Straßen werden wohl die Hälfte der entsandten Einheiten der jugoslawischen Volksarmee tatsächlich ihre Stellungsziele erreicht, bzw. den slowenischen Einheiten gegenübergestanden haben. 30 % der Gesamtstärke der RV i PVO (jugoslawische Luftwaffe) und in einigen Einheiten bis zu 76 % der Piloten waren slowenischer Abstammung. Etwa 200 Mann der RV i PVO entschieden sich dazu, noch vor dem Ende des Konflikts die Seite zu wechseln.

## Ablauf

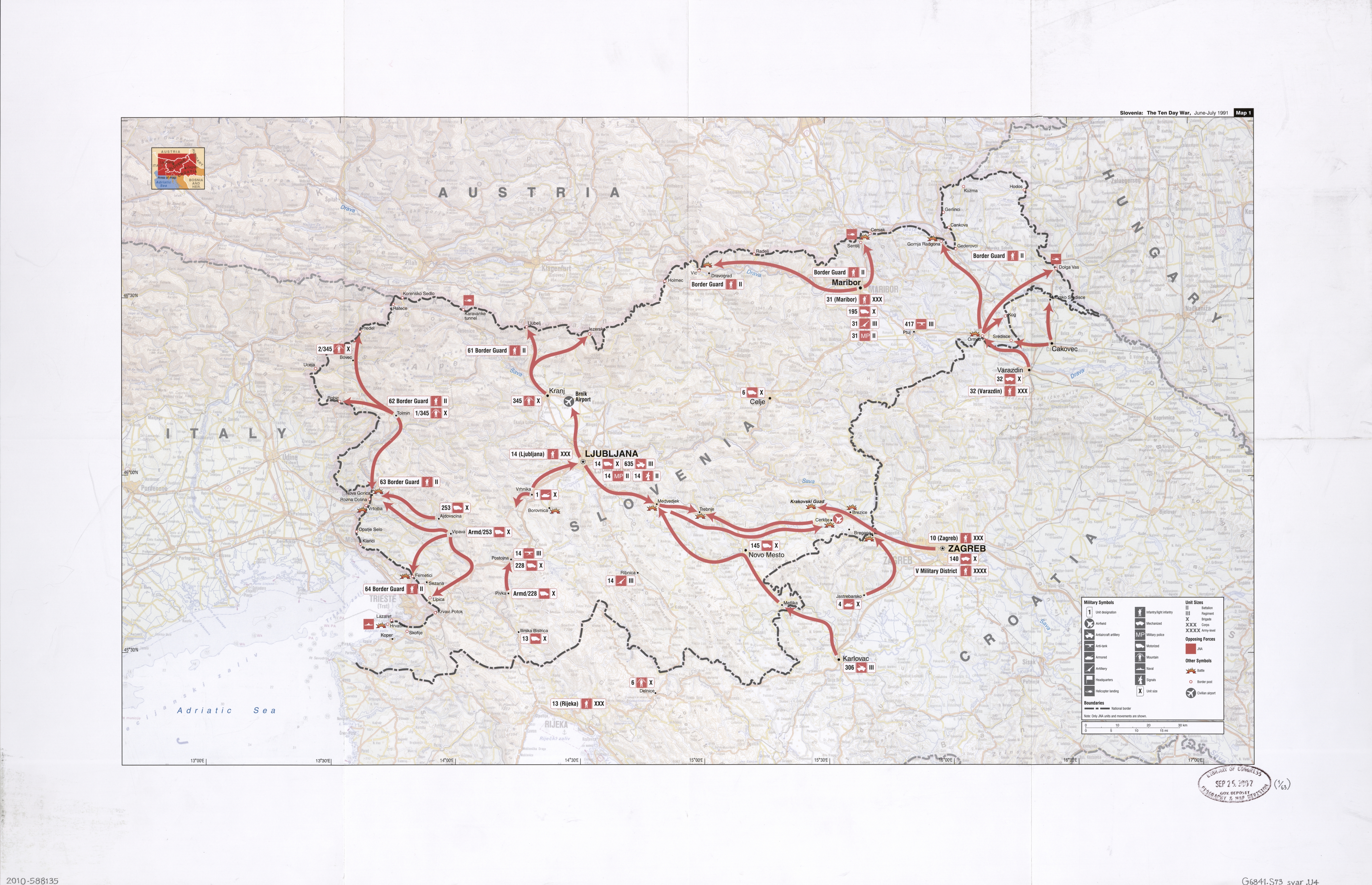
Karte mit den Operationen der JNA während des 10-Tage-Krieges

### 26. Juni
Am Morgen des 26. Juni verließen Einheiten des 13. Korps der Jugoslawischen Volksarmee ihre Kasernen in Rijeka, Kroatien, um sich in Richtung der slowenisch-italienischen Grenze zu bewegen. Dies führte unmittelbar zu starken Reaktionen lokaler Slowenen, die spontan Barrikaden errichteten und Demonstrationen gegen die Aktionen der Jugoslawischen Volksarmee organisierten. Noch gab es keine Kämpfe; beide Seiten bemühten sich anscheinend darum, nicht den ersten Schuss abzufeuern.
Zu diesem Zeitpunkt setzte die slowenische Regierung bereits ihren Plan in die Tat um, die Kontrolle über die Grenzposten der Republik und über den Flughafen der Hauptstadt Ljubljana zu erlangen. Die Grenzposten waren ohnehin überwiegend mit Slowenen besetzt, so dass die Übernahme meist ohne Kämpfe ablief und nur in einem Austausch der Uniformen und Rangabzeichen bestand. Ziel war es laut Janez Janša, die Souveränität des Landes zunächst in den kritischen Bereichen Grenzkontrolle, Zoll und Luftüberwachung durchzusetzen.
Die Besetzung der Grenzübergänge hatte sowohl ökonomische als auch strategische Bedeutung. Zolleinnahmen stellten einen bedeutenden Anteil an den Einnahmen der jugoslawischen Föderation dar. Außerdem brachte sich Slowenien hierdurch vor dem Hintergrund des erwarteten Eingreifens der jugoslawischen Volksarmee in die Position des Verteidigers. Eine wichtige strategische Bedeutung lag vor allem darin, dass Slowenien im Falle einer Besetzung der Grenzen durch die Jugoslawische Volksarmee vom Ausland isoliert gewesen wäre.

### 27. Juni
Eine Einheit des 306. Luftabwehrregiments der JNA, stationiert in Karlovac, Kroatien, überquerte die slowenische Grenze bei Metlika. Einige Stunden später verließ eine Kolonne aus Panzern und Schützenpanzerwagen der JNA ihre Kasernen in Vrhnika (Oberlaibach) nahe der slowenischen Hauptstadt Ljubljana in Richtung des Flughafens der Hauptstadt. Sie trafen einige Stunden später ein und besetzten die Gebäude. Im Osten verließen Einheiten der JNA Maribor in Richtung des nahegelegenen Grenzübergangs Šentilj und der etwas weiter westlich gelegenen Grenzstadt Dravograd. Die Jugoslawische Luftwaffe verteilte Flugblätter über verschiedenen Teilen Sloweniens.
Die slowenische Führung wurde früh über die Truppenbewegungen der JNA informiert. Die Militärführung des 5. Militärbezirks, der auch Slowenien umfasste, stand in telefonischem Kontakt mit dem slowenischen Präsidenten Milan Kučan und informierte ihn darüber, dass es die Aufgabe der Einheiten war, die Grenzübergänge und den Flughafen zu übernehmen. Eine Sitzung des slowenischen Kabinetts wurde eilig einberufen, in der Kučan und die anderen Mitglieder den bewaffneten Widerstand beschlossen.
Die slowenische Regierung war gewarnt worden, dass die JNA Spezialeinheiten mit Hubschraubern an strategischen Orten absetzen würde. Sie warnte die Führung des 5. Militärbezirks in der kroatischen Hauptstadt Zagreb, dass alle militärischen Hubschrauber abgeschossen werden würden. Die Führung der JNA ließ die Warnung unbeachtet, da sie annahm, dass die Slowenen keinen ernsthaften Widerstand leisten würden. Dies stellte sich als gravierende Fehleinschätzung heraus. Am Nachmittag des 27. Juni schossen Einheiten der slowenischen Territorialstreitkräfte (TO) über Ljubljana zwei Hubschrauber der JNA ab, wobei deren Insassen ums Leben kamen, unter ihnen auch ein slowenischer Pilot.
Die slowenischen Territorialstreitkräfte bezogen außerdem Stellung um verschiedene Kasernen der JNA und führten einige Angriffe auf JNA-Einheiten in Slowenien durch. Eine Einheit der TO griff die JNA-Einheiten an, die den Flughafen der Hauptstadt besetzt hielten. In Trzin starben bei einem Feuergefecht vier Soldaten der JNA, die restlichen ergaben sich; auf Seiten der TO starb dabei ein Soldat. In Pesnica, Ormož und Koseze (Gemeinde Ilirska Bistrica) griffen Einheiten der TO Panzerkolonnen der JNA an. Eine Panzerkolonne der 32. Mechanisierten Brigade, die aus Varaždin in Kroatien vorstieß, wurde in Ormož nahe der slowenisch-kroatischen Grenze gestoppt und konnte die slowenischen Barrikaden nicht aus eigener Kraft durchbrechen.
Ungeachtet der Verwirrung und der Kämpfe war die JNA in der Lage, den Großteil ihrer Mission erfolgreich zu bewältigen. Am Ende des 27. Juni waren alle Übergänge nach Italien, alle bis auf drei Übergänge nach Österreich und mehrere der neu nach Kroatien errichteten Übergänge eingenommen worden. Viele Einheiten der JNA steckten jedoch noch in ungeschützten Stellungen innerhalb Sloweniens fest.

### 28. Juni
In der Nacht auf den 28. Juni erhielten die Einheiten der slowenischen Territorialstreitkräfte den Befehl, eine allgemeine Offensive gegen die JNA-Einheiten zu beginnen. Das Slowenische Verteidigungsministerium ordnete an:

„An allen Orten, wo die Streitkräfte der Slowenischen Republik einen taktischen Vorteil besitzen, werden offensive Aktionen gegen feindliche Einheiten und Gebäude ausgeführt. Der Feind wird aufgefordert, sich zu ergeben, unter Stellung eines knappestmöglichen Ultimatums und unter Einsatz aller verfügbaren Waffen. Während des Einsatzes sind alle notwendigen Vorkehrungen zu treffen, um Siedlungen zu evakuieren bzw. zu schützen.“

Im Laufe des Tages wurde die Panzerkolonne der JNA, die am Vortag bei Pesnica angegriffen worden war, bei Štrihovec einige Kilometer vor der österreichischen Grenze durch eine aus LKW gebildete Barrikade aufgehalten und geriet unter Beschuss durch Einheiten der TO und der Polizei. Die jugoslawische Luftwaffe flog zwei Angriffe gegen die slowenischen Stellungen und tötete dabei vier Lkw-Fahrer. Bei Medvedjek in Zentral-Slowenien starben bei einer anderen Lkw-Barrikade sechs Lkw-Fahrer bei Luftangriffen. Schwere Kämpfe brachen bei Nova Gorica an der italienischen Grenze aus, dort zerstörten slowenische Spezialeinheiten drei T-55-Panzer der JNA und erbeuteten drei weitere. Vier Soldaten der JNA starben und nahezu 100 ergaben sich.
Der Grenzübergang Holmec (Dolga Brda) wurde durch slowenische Einheiten gehalten, mit zwei Toten auf slowenischer und elf auf jugoslawischer Seite. Bei einem Raketenangriff durch die JNA von der oberhalb des Grenzübergangs befindlichen Kaserne wurde der gesamte Grenzübergang zerstört; 91 Soldaten der JNA wurden gefangen genommen. Die JNA-Kasernen bei Bukovje nahe Dravograd wurden attackiert und das JNA-Waffendepot bei Borovnica fiel in die Hände der slowenischen TO, was ihren Nachschub mit Waffen deutlich verbesserte. Die jugoslawische Luftwaffe flog weitere Angriffe, insbesondere am Flughafen Ljubljana, bei denen zwei Österreicher, der Journalist Nikolas Vogel und sein Fahrer Norbert Werner, getötet und vier Linienflugzeuge der Adria Airways schwer beschädigt wurden. Die Luftwaffe griff auch das militärische Hauptquartier bei Kočevska Reka an und flog Einsätze gegen die Sendeanlagen Kum, Trdinov Vrh, auf dem Krimberg und dem Nanos, um den Einfluss der slowenischen Regierung auf die Bevölkerung zu limitieren. In den alpinen Regionen der Grenzübergänge war die jugoslawische Luftwaffe allerdings kaum erfolgreich, weshalb die Angriffe im Norden rasch nachließen.
Am Ende des Tages hielt die JNA immer noch viele ihrer Positionen, verlor aber schnell an Boden. Außerdem litt sie bereits unter zunehmenden Fällen von Fahnenflucht: Viele kroatische und verbliebene slowenische Soldaten der JNA verließen ihre Einheiten oder liefen zur Gegenseite über. Weder die Einheiten vor Ort noch die Führung in Belgrad hatten konkrete Pläne für das weitere Vorgehen und waren mit der unerwarteten Situation in Slowenien schlichtweg überfordert.

### 29. Juni
Der Ausbruch der Kämpfe führte zu diplomatischen Bemühungen seitens der Europäischen Gemeinschaft, ein Ende der Krise herbeizuführen. Drei EG-Außenminister trafen sich in der Nacht zum 29. Juni in Zagreb mit Repräsentanten der jugoslawischen und slowenischen Regierung. Es wurde eine Einigung über einen Waffenstillstandsplan erzielt, der aber nicht in die Tat umgesetzt wurde. In den Morgenstunden erzielte die slowenische Seite einige wichtige militärische Erfolge. Die JNA-Einheiten am Flughafen von Ljubljana ergaben sich den Truppen der TO, die den Komplex in der Nacht umstellt hatten. Im Norden bei Strihovec wurden einige Panzer der JNA erbeutet und in eine Panzereinheit der TO integriert. Spezialeinheiten der JNA versuchten eine Seelandung bei Hrvatini, wurden jedoch von Slowenen erwartet und zurückgeschlagen. Die Grenzübergänge bei Vrtojba und Šentilj fielen ebenfalls an die Slowenen, die Panzer und andere Waffen erbeuten und damit ihr Arsenal aufstocken konnten.
Die JNA stellte ein Ultimatum an die slowenischen Streitkräfte, das die Einstellung aller Kampfhandlungen bis 9:00 Uhr am 30. Juni verlangte. Das slowenische Parlament wies das Ultimatum zurück und verlangte in einer Resolution eine friedliche Lösung des Konfliktes, die die Unabhängigkeit Sloweniens beinhaltete.

### 30. Juni
Am 30. Juni, einem Sonntag, nahmen slowenische Einheiten den strategisch wichtigen Karawankentunnel in den Alpen an der Grenze zu Österreich ein und erbeuteten neun JNA-Panzer nahe Nova Gorica. Die gesamte JNA-Garnison von Dravograd – 16 Offiziere und 500 Soldaten – ergab sich, nachdem sie tagelang eingekesselt war, ebenso die Garnisonen bei Tolmin und Bovec. Die erbeuteten Waffen wurden schnell an die slowenischen Einheiten verteilt.

### 1. Juli
Am 1. Juli konnten slowenische Einheiten die JNA-Anlagen bei Nova Vas südlich von Ljubljana einnehmen. Das Munitionsdepot der JNA bei Črni Vrh fing Feuer und wurde durch eine heftige Explosion zerstört, wobei auch ein Großteil der Stadt in Mitleidenschaft gezogen wurde. Die Depots in Pečovnik (Celje), Bukovžlak und Zaloška Gorica konnten jedoch eingenommen werden, wodurch die Slowenen in den Besitz von 70 Lkw-Ladungen Munition und Sprengstoff kamen.
Das 306. Luftabwehrregiment zog sich aus seiner exponierten Position bei Medvedjek (Trebnje) zurück zum Wald von Krakovski in Richtung der kroatischen Grenze. Bei Krško stieß es auf eine Straßensperre und wurde von slowenischen Einheiten umstellt. In der Hoffnung auf Hilfe durch eine Entsatzeinheit weigerte es sich, sich zu ergeben.
Zu diesem Zeitpunkt ersuchte die Führung der JNA um Erlaubnis, die jugoslawischen Operationen zu beschleunigen. Verteidigungsminister Veljko Kadijević informierte das jugoslawische Kabinett, dass der ursprüngliche Plan – eine beschränkte Aktion zur Sicherung der slowenischen Grenzen – gescheitert war, und dass es nun Zeit sei für eine großangelegte Invasion und die Ausrufung des Kriegsrechts. Das Kabinett unter Leitung des Serben Borisav Jović weigerte sich jedoch, dies zu autorisieren. Der Stabschef, General Blagoje Adzić, war wütend und erklärte öffentlich, die jugoslawischen Bundesorgane würden die Armee kontinuierlich behindern und Verhandlungen verlangen, während die Slowenen mit allen verfügbaren Mitteln angreifen würden.

### 2. Juli
Die schwersten Kämpfe des Krieges fanden am 2. Juli statt. Dieser Tag sollte sich als katastrophal für die JNA erweisen. Die Panzereinheit im Wald von Krakovski geriet unter anhaltendes Feuer slowenischer Einheiten und war gezwungen, sich zu ergeben. Einheiten des 4. Panzerkorps der JNA versuchten von Jastrebarsko in Kroatien aufzurücken, wurden aber nahe der Grenzstadt Bregana zurückgeschlagen. Slowenische Einheiten griffen die Grenzposten Šentilj, Gornja Radgona, Fernetiči und Gorjansko an, nahmen sie ein und machten zahlreiche Gefangene. Ein längeres Gefecht fand bei Dravograd statt. Allein an diesem Tag machte die slowenische Territorialverteidigung etwa 100 Gefangene.

### 3. Juli
Am Morgen des 3. Juli setzte sich ein größerer Konvoi von Belgrad aus in Bewegung, angeblich in Richtung Slowenien. Dort kam er aber nie an, nach offiziellen Angaben aufgrund von Maschinenschäden. Andere Beobachter äußerten die Vermutung, die eigentliche Absicht hinter den Truppenbewegungen sei gewesen, sich für einen bevorstehenden Angriff auf das kroatische Ostslawonien in Stellung zu bringen.
In Slowenien selbst dauerten die Kämpfe währenddessen an. Eine Einsatzeinheit der JNA auf dem Weg nach Gornja Radgona wurde bei Radenci gestoppt. Auch am Grenzposten bei Krog wurde die JNA angegriffen.
Am Abend willigte die jugoslawische Volksarmee schließlich in einen Waffenstillstand ein und zog sich in die Kasernen zurück.

### 4.–6. Juli
Während des Waffenstillstands übernahmen die slowenischen Einheiten die Kontrolle über alle Grenzübergänge des Landes, während es den Einheiten der jugoslawischen Volksarmee erlaubt war, sich ungestört in die Kasernen oder nach Kroatien zurückzuziehen.

## Ende des Krieges
Unter Vermittlung der UNO, der EG und der österreichischen Regierung konnte mit dem Brioni-Abkommen, benannt nach den kroatischen Brijuni-Inseln, ein Kompromiss erzielt werden, der den Konflikt endgültig beendete: Slowenien sollte (ebenso wie Kroatien) den Vollzug der Unabhängigkeit für die Dauer von drei Monaten aussetzen, im Gegenzug wurde der slowenischen Polizei und den slowenischen Streitkräften die Kontrolle über das slowenische Territorium überlassen und die dortigen Soldaten der JNA, die ihren Präsenzdienst in Slowenien leisteten, mussten sich zurückziehen, wobei schweres Gerät und schwere Waffen an Slowenien zu übergeben waren. Beide Seiten hielten sich an die Vereinbarung, so dass am 8. Oktober 1991 die Unabhängigkeit der Republik Slowenien in Kraft gesetzt werden konnte. Während die Kriegshandlungen in Slowenien somit schon nach kurzer Zeit eingestellt wurden und Slowenien unabhängig wurde, entbrannte in Kroatien ein weiterer Krieg.

## Das Ergebnis
Aufgrund verschiedener Angaben wurden durch die slowenische Regierung folgende Zahlen – durch „Überschlagsrechnung“ – ermittelt.
Die Jugoslawische Volksarmee (JNA) hatte 44 Gefallene und 146 Verwundete, die slowenische Seite ca. 19 Tote und 182 Verwundete zu beklagen. Zwölf ausländische Staatsbürger wurden während der Kampfhandlungen getötet. Es gibt keine zuverlässigen Daten über die Zahl von slowenischen Soldaten, die getötet wurden, während sie versuchten, aus der Jugoslawischen Volksarmee zu flüchten. Die Zahl wird aber auf etwa 150 geschätzt. Es gab insgesamt 72 bewaffnete Auseinandersetzungen während des Kriegs. Die slowenische Regierung hat Angaben aus der NATO-Statistik 1991 und Zahlen des slowenischen Generalstabes mit berücksichtigt. Vor allem wurden schwer Verletzte, welche später verstarben, in den Zahlen mit erfasst. Die Angaben des Internationalen Komitees vom Roten Kreuz in dieser Zeit sind unzuverlässig, da sich diese überwiegend auf die offiziellen Angaben beider Militärstäbe während der kriegerischen Auseinandersetzung stützen. Naturgemäß hatte während der kriegerischen Handlungen keine von beiden Parteien ein Interesse daran, die tatsächlichen Zahlen (Propaganda beider Seiten) aller verwundeten und gefallenen Soldaten zu veröffentlichen.
Es gab keine größeren Zerstörungen, was die Entwicklung der slowenischen Wirtschaft nach der Unabhängigkeit begünstigte.
Anders als in Kroatien sowie in Bosnien und Herzegowina zogen sich die militärischen Auseinandersetzungen nicht in die Länge. Begünstigt wurde dies vor allen Dingen durch folgende Faktoren:
1. Slowenien hatte als einzige Teilrepublik eine recht homogene Bevölkerungsstruktur. Die serbische Minderheit Sloweniens ohne kompaktes Siedlungsgebiet war mit circa zwei Prozent deutlich kleiner als in den anderen Teilstaaten, so dass in Slowenien und im Rest Jugoslawiens mit einer entsprechend geringeren Unterstützung für eine Annexion zu rechnen war. Aus dem gleichen Grund wäre vermutlich auch der internationale Druck höher gewesen.
2. Die alpinen Nordregionen Sloweniens konnten von den Panzereinheiten der JNA nicht erreicht werden und waren von der jugoslawischen Luftwaffe schwer zu kontrollieren.
3. Viele kroatische und bosnische (und noch verbliebene slowenische) Soldaten ergaben sich sofort der slowenischen Territorialverteidigung. Zudem befanden sich viele junge Rekruten in der JNA, die mit der Situation überfordert waren.